# Antero Laukkanen
Antero Jorma Laukkanen, född 30 maj 1958 i Kouvola, död 13 december 2024 i Esbo var en finländsk pastor och politiker som har tilldelats socialråds titel. Han var riksdagsledamot för Kristdemokratiska riksdagsgruppen 2015–2023.